# بيرم (إيران)
بيرم هي مدينة إيرانية صغيرة في محافظة فارس، وهي مركز بلدة بيرم (بالفارسية: بخش بيرم) من مقاطعة گراش، وتتبع ضاحية بيرم إدارياً عدد من القرى الفرعية. وقد كانت مدينة بيرم والقرى التابعة لها جزءاً من إمارة بستك العباسية.